# Disonycha punctigera

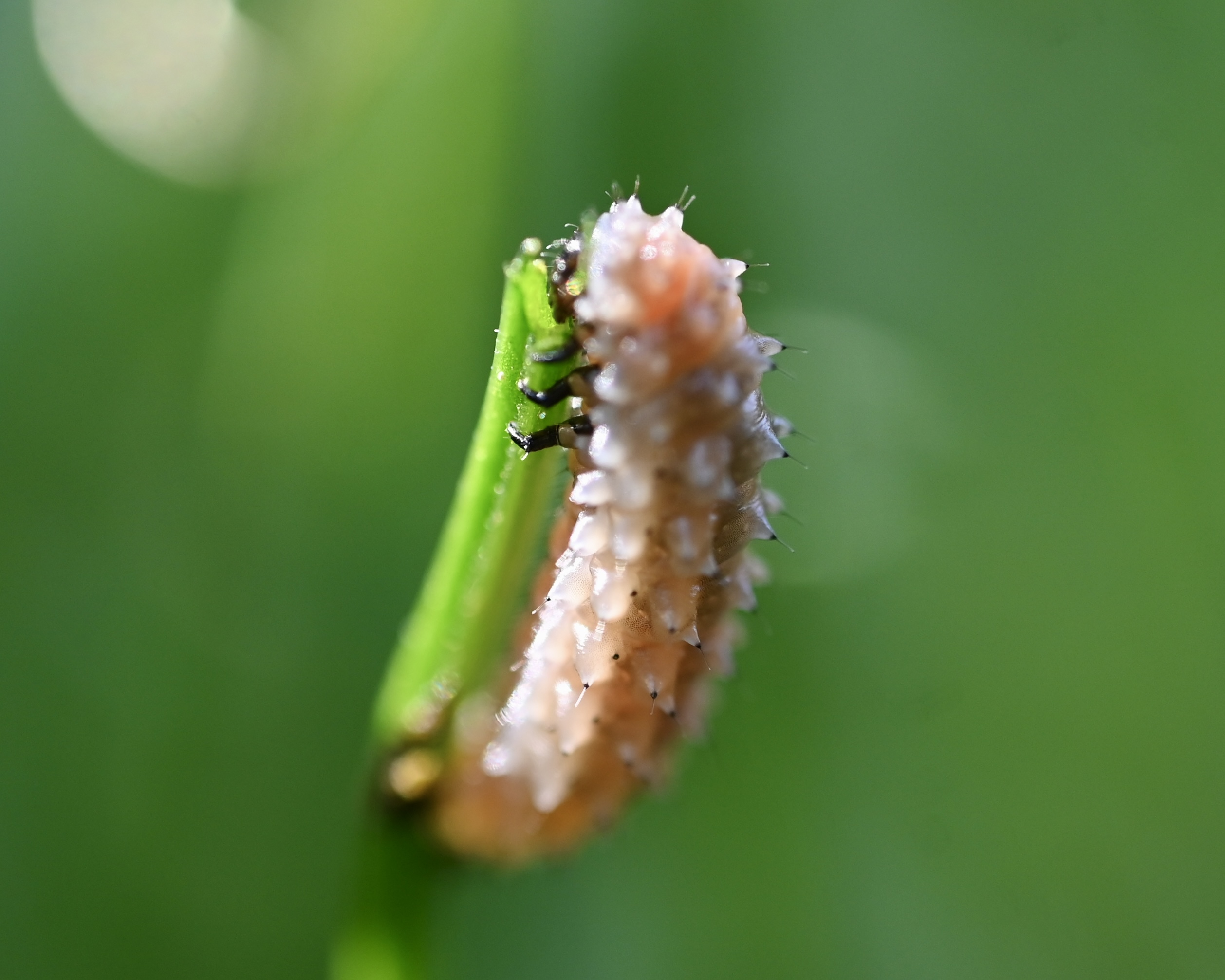

Disonycha punctigera är en skalbaggsart som först beskrevs av J. L. Leconte 1859.  Disonycha punctigera ingår i släktet Disonycha och familjen bladbaggar. Inga underarter finns listade i Catalogue of Life.